# Гостра (гора, Приморський край)
Гостра (рос. Острая) — одна з вершин гірської системи Сіхоте-Алінь.
Висота гори Гостра 1758 метрів над рівнем моря, це четверта за висотою вершина Приморського краю (після Аніка, Облачної, Болотної). Вона знаходиться в північно-східній частині Приморського краю (Тернейський район). Розташована на вододілі річок Максимовка і Бікін. Вище 900 м на південних схилах і вище 1200 м на північних поширені зарості кедрового сланцю і кам'яні розсипи.